# Paweł Stolarski
Paweł Stolarski (ur. 28 stycznia 1996 w Krakowie) – polski piłkarz występujący na pozycji pomocnika lub obrońcy, od 2024 w Motorze Lublin.

## Kariera klubowa
Paweł Stolarski jest wychowankiem Wisły Kraków. 28 lutego 2013 zadebiutował w pierwszym zespole Wisły, w spotkaniu Pucharu Polski z Jagiellonią Białystok, wygranym przez jego drużynę 2:0. W Ekstraklasie Stolarski zagrał po raz pierwszy 20 kwietnia, ponownie w meczu z tym samym rywalem, zakończonym remisem 2:2. 15 stycznia 2014 podpisał trzyletni kontrakt z Lechią Gdańsk, do której miał przenieść się na początku lipca. Ostatecznie jednak 27 stycznia został zawodnikiem Lechii. Pod koniec sierpnia 2014 wypożyczono go do końca sezonu 2013/2014 do Zagłębia Lubin.
14 sierpnia 2018 został piłkarzem Legii Warszawa, podpisując z klubem trzyletni kontrakt. 2 września 2018 zadebiutował w barwach warszawskiego zespołu w zremisowanym 0:0 meczu z Cracovią. 1 stycznia 2024 podpisał kontrakt z Motorem Lublin.

## Kariera reprezentacyjna
We wrześniu 2012 grał w barwach reprezentacji Polski U-17 w pierwszej rundzie eliminacyjnej Mistrzostw Europy U-17 i strzelił w dwóch spotkaniach zwycięskie bramki dla Polski. W marcu 2013 był kapitanem reprezentacji do lat 17, w meczach drugiej rundy eliminacyjnej.